# Alda Merini
Pour l’article homonyme, voir Merini.
Alda Merini, née le 21 mars 1931 et morte le 1er novembre 2009 à Milan, est une poétesse et femme de lettres italienne.
Personnage important du milieu culturel italien, elle est considérée comme la plus grande poétesse italienne du XXe siècle. Le président de la République italienne, Giorgio Napolitano l'a définie comme une « voix poétique inspirée et limpide ».

## Biographie
Alda Merini est issue d'un milieu  modeste (son père travaillait dans les assurances et sa mère était femme au foyer). Elle fait ses débuts dans la poésie dès l’âge de quinze ans avec un recueil intitulé La presenza di Orfeo, publié par l'éditeur Schwarz dans une collection dirigée par Giacinto Spagnoletti, que l'on peut considérer comme son découvreur. Pourtant, elle a des difficultés à l’école et est refusée au lycée Manzoni pour “ résultats médiocres en italien ».
Dans les premières années, elle fréquente des maîtres comme Salvatore Quasimodo, Eugenio Montale et Giorgio Manganelli.
En 1947, une maladie mentale nécessite son hospitalisation pendant un mois. Cette maladie, un trouble bipolaire qu'elle dénomme « ombre della mente » (ombres de l'esprit), la poursuivra tout au long de sa vie.
En 1953, elle épouse Ettore Carniti avec lequel elle a quatre filles, Emanuela, Barbara, Flavia et Simona.
En 1961, elle publie Tu sei Pietro, dédié au pédiatre de sa fille. De 1961 à 1971, la maladie l’empêche d’écrire et ce n’est qu’à partir de 1972 que sa situation s’améliore et lui permet de recommencer à écrire. Elle publie La Terra Santa, où elle raconte son expérience. Elle est alors associée à la « génération des années trente ».
En 1981, elle perd son mari. Elle se remarie deux ans après avec le poète Michele Pierri et s'installe avec lui à Tarente, où sa maladie se manifeste de nouveau. En 1986, elle rentre à Milan et continue de publier pendant une vingtaine d'années. Elle choisit de vivre dans l'indigence, ses repas quotidiens lui étant apportés par les services sociaux. Dans son œuvre, elle exalte les exclus dont elle se sent très proche.
Elle meurt à Milan le 1er novembre 2009, des suites d'un cancer des os.

## Œuvres
- La presenza di Orfeo, Schwarz, Milan, 1953
- Paura di Dio, Scheiwiller, Milan, 1955
- Nozze romane, Schwarz, Milan, 1955
- Tu sei Pietro, Scheiwiller, Milan, 1966
- Destinati a morire, Lalli, Poggibonsi, 1980
- Le rime petrose, edizione privata, 1983
- Le satire della Ripa, Laboratorio Arti Visive, Taranto, 1983
- Le più belle poesie, edizione privata, 1983
- La Terra Santa, Scheiwiller, Milan, 1984
- La Terra Santa e altre poesie, Lacaita, 1984
- L'altra verità. Diario di una diversa, Scheiwiller, Milan, 1986
- Fogli bianchi, Biblioteca Cominiana, 1987
- Testamento, a cura di Giovanni Raboni, Crocetti, 1988
- Delirio amoroso 1989
- Il tormento delle figure, 1989
- Delirio amoroso, il Melangolo, Gênes, 1990
- Il tormento delle figure, Gênes, Il Melangolo, 1990.
- Le parole di Alda Merini, Rome, Stampa alternativa, 1991
- Vuoto d'amore, Turin, Einaudi, 1991.
- Valzer, Ts. 1991
- Balocchi e poesie, Ts. 1991.
- Cinque poesie, Mariano Comense, Biblioteca comunale, 1992
- Ipotenusa d´amore, Milan, La Vita Felice, 1992
- La palude di Manganelli o il monarca del re, Milan, La Vita Felice, 1992
- La vita felice: aforismi, Osnago, Pulcinoelefante, 1992
- La vita più facile: Aforismi, Osnago, Pulcinoelefante, 1992
- Aforismi, Nuove Scritture, 1992
- La presenza di Orfeo (Paura di Dio, Nozze Romane, Tu sei Pietro), Milan, Scheiwiller, 1993
- Le zolle d´acqua. Il mio naviglio, Cernusco sul naviglio (Milan), Montedit, 1993
- Rime dantesche, Crema, Divulga, 1993
- Se gli angeli sono inquieti. Aforismi, Florence, Shakespeare and Company, 1993
- Titano amori intorno, Milan, La Vita Felice, 1993
- 25 poesie autografe, Turin, La città del sole, 1994
- Reato di vita. Autobiografia e poesia, Milan, Melusine, 1994
- Il fantasma e l´amore, Milan, La Vita Felice, 1994
- Ballate non pagate, Torino, Einaudi, 1995
- Doppio bacio mortale, Faloppio, Lietocollelibri, 1995
- La pazza della porta accanto, Milan, Bompiani, 1995
- Lettera ai figli, Faloppio, Lietocollelibri, 1995
- Sogno e poesia, Milan, La Vita Felice, 1995
- Aforismi, Milan, Pulcinoelefante, 1996
- La pazza della porta accanto, Milan, Mondadori, 1996
- La Terra Santa: (Destinati a morire, La Terra Santa, Le satire della Ripa, Le rime petrose, Fogli bianchi) 1980-987, Milan, Scheiwiller, 1996
- La vita facile: sillabario, Milan, Bompiani, 1996
- Refusi, Brescia, Zanetto, 1996
- Un poeta rimanga sempre solo, Milan, Scheiwiller, 1996
- Immagini a voce, Motorola, 1996
- La vita felice: sillabario, Milan, Bompiani, 1996
- Un´anima indocile, Milan, La Vita Felice, 1996
- Sogno e poesia, Milan, La Vita Felice, 1996
- La vita facile: aforismi, Milan, Bompiani, 1997
- L´altra verità. Diario di una diversa, Milan, Rizzoli, 1997
- La volpe e il sipario, Legnago, Girardi, 1997,  (ISBN 88-17-86471-4)
- Le più belle poesie di Alda Merini, Milan, La Vita Felice, 1997
- Orazioni piccole, Syracuse, Edizioni dell'ariete, 1997
- Curva in fuga, Siracusa, Edizioni dell´ariete, 1997
- Ringrazio sempre chi mi dà ragione. Aforismi di Alda Merini, Viterbo, Stampa Alternativa, 1997
- 57 poesie, Milan, Mondadori, 1998
- Favole, Orazioni, Salmi, scritti raccolti da Emiliano Scalvini, Soncino, Editrice la Libraria, 1988
- Eternamente vivo, Corbetta, L´incisione, 1998
- Fiore di poesia (1951-1997) (a cura di Maria Corti), Torino, Einaudi, 1998,  (ISBN 88-06-17377-4)
- Lettere a un racconto. Prose lunghe e brevi, Milan, Rizzoli, 1998
- Aforismi e magie, Milan, Rizzoli, 1999
- Il ladro Giuseppe. Racconti degli anni sessanta, Milan, Scheiwiller, 1999
- L´uovo di Saffo. Alda Merini e Enrico Baj, Milan, Colophon, 1999
- La poesia luogo del nulla, Lecce, Manni, 1999
- Le ceneri di Dante: con una bugia sulle ceneri, Osnago, Pulcinoelefante, 1999
- L´anima innamorata, Milan, Frassinelli, 2000
- Superba è la notte, Turin, Einaudi, 2000
- Due epitaffi e un testamento, Osnago, Pulcinoelefante, 2000
- Vanni aveva mani lievi, Aragno, 2000
- Le poesie di Alda Merini, Milan, La Vita Felice, 2000
- Tre aforismi, Osnago, Pulcinoelefante, 2000
- Amore, Osnago, Pulcinoelefante, 2000
- Vanità amorose, Bellinzona, Edizioni Sottoscala, 2000
- Colpe d´immagini, Milan, Rizzoli, 2001
- Corpo d´amore: un incontro con Gesù, Milan, Frassinelli, 2001
- Folle, folle, folle d´amore per te, Milan, Salani, 2002
- Maledizioni d´amore, Acquaviva delle Fonti (Ba), Acquaviva, 2002
- Il paradiso, Osnago, Pulcinoelefante, 2002
- Anima, Osnago, Pulcinoelefante, 2002
- Ora che vedi Dio, Osnago, Pulcinoelefante, 2002
- Un aforisma, Osnago, Pulcinoelefante, 2002
- La vita, Osnago, Pulcinoelefante, 2002
- Una poesia, Osnago, Pulcinoelefante, 2002
- Magnificat: un incontro con Maria, Milan, Frassinelli, 2002
- Invettive d´amore e altri versi, Turin, Einaudi, 2002
- Il maglio del poeta, Lecce, Manni, 2002
- La carne degli angeli, Milan, Frassinelli, 2003
- Più bella della poesia è stata la mia vita, Torino, Einaudi, 2003
- Delirio Amoroso, Gênes, Il Nuovo Melangolo, 2003
- Alla tua salute, amore mio: poesie, aforismi, Acquaviva delle Fonti (Ba), Acquaviva, 2003
- Poema di Pasqua, Acquaviva delle Fonti (Ba), Acquaviva, 2003
- Il mascalzone veronese, Acquaviva delle Fonti (Ba), Acquaviva, 2003
- Lettera a Maurizio Costanzo, Faloppio, Lietocollelibri, 2003
- La clinica dell´abbandono, Turin, Einaudi, 2004
- Cartes (Des),  Vicolo del Pavone, 2004
- Dopo tutto anche tu, San Marco dei Giustiniani, 2004
- El Disaster, Acquaviva delle Fonti (Ba), Acquaviva, 2004
- Lettera ai bambini, Faloppio, Lietocollelibri, 2004
- La volpe e il sipario. Poesie d´amore, Milan, Rizzoli, 2004
- La voce di Alda Merini. La dismisura dell´anima. Audiolibro. CD audio. Milan, Crocetti,2004
- Poema della croce, Milan, Frassinelli, 2004
- Uomini miei, Milan, Frassinelli, 2005
- Il Tavor, Acquaviva delle Fonti (Ba), Acquaviva, 2005
- Sono nata il ventuno a primavera. Diario e nuove poesie, Lecce, Manni. 2005
- La presenza di Orfeo - La Terra Santa, Milan, Scheiwiller, 2005
- Nel cerchio di un pensiero, Milan, Crocetti, 2005
- Io dormo sola, Acquaviva delle Fonti (Ba), Acquaviva, 2005
- Figli e poesie, Acquaviva delle Fonti (Ba), Acquaviva, 2005
- Le briglie d´oro. Poesie per Marina 1984 - 2004, Milan, Scheiwiller, 2005
- La famosa altra verità, Acquaviva delle Fonti (Ba), Acquaviva, 2006
- L´Altra verità diario di una diversa, Milan, Rizzoli, 2006
- Lettere di Pasolini, Acquaviva delle Fonti (Ba), Acquaviva, 2006

### Traductions françaises
- Après tout même toi / Dopo tutto anche tu, Oxybia Editions, 2009
- Délire amoureux / Delirio amoroso, Oxybia Editions, 2011
- La Terra Santa, Oxybia Editions, 2013
- Délit de vie, autobiographie et poésie, tim buctu éditions, 2015
- La folle de la porte à côté, suivi de Conversation avec Alda Merini, traduction de Monique Baccelli, préface de Gérard Pfister, éditions Arfuyen, 220  (ISBN 978-2-845-90317-3).
- Confusion des étoiles, traduction de Alessandra Domenici et Gabriel Dufay, préface de Gabriel Dufay, éditions Seghers, 2025 (ISBN 9782232148118)